# Postnord Vårgårda WestSweden
La Postnord Vårgårda WestSweden (antes Open de Suède Vårgårda) son dos carreras ciclistas femeninas suecas que se disputan en la aglomeración urbana de Vårgårda (provincia de Västra Götaland) a finales del mes de julio o principios de agosto.
La carrera de un día se creó en el año 2006 bajo la denominación de Open de Suède Vårgårda y la contrarreloj por equipos se creó en 2008 con el nombre oficial de Open de Suède Vårgårda TTT para diferenciarla de su homónima de un día. Desde su creación, ambas pruebas fueron puntuables para la Copa del Mundo femenina hasta el año 2016 en donde las 2 competencias pasaron a formar parte del UCI WorldTour Femenino con la creación de dicho circuito. Así mismo en 2016 ambas carrera cambiaron su nombre a Crescent Vårgårda y posteriormente en el año 2018 volvieron a cambiar si nombre al de Postnord Vårgårda WestSweden con motivo de cambio de patrocinador. No siempre las pruebas se han disputado en orden particular pero siempre manteniendo 2 días de diferencia entre una y otra.

## Enlaces
- Para la carrera de ruta: Postnord Vårgårda WestSweden RR
- Para la contrarreloj por equipos de ruta: Postnord Vårgårda WestSweden TTT